# هربرت س. كرافت
هربرت س. كرافت (بالإنجليزية: Herbert Clemens Kraft)‏ هو عالم إنسان أمريكي، ولد في 1927، وتوفي في 2000 في إليزابيث في الولايات المتحدة.